# فویوانسور
فویوانسور(نام علمی: Fuyuansaurus) نام یک سرده از راسته نیاخزندگان است.